# Port lotniczy Kafsa
Port lotniczy Kafsa-Ksar (arab. ‏مطار قفصة قصر الدولي‎; matar qafsa qsar ad-duali) – międzynarodowy port lotniczy położony 3 km na północny wschód od Kafsy. Lotnisko zostało oddane do użytku w 1999 i odprawia rocznie średnio do 10 tys. pasażerów, korzystających z połączeń krajowych realizowanych przez Sevenair (grupa Tunisair).

## Infrastruktura
Port lotniczy Kafsa-Ksar dysponuje jedną drogą startową o długości 2900 m i szerokości 45 m (kierunki podejścia 05/23).
Lotnisko posiada 1 terminal pasażerski o przepustowości 200 tys. pasażerów rocznie.

## Linie lotnicze i połączenia
| Linia Lotnicza   | Kierunek                    |
| ---------------- | --------------------------- |
| Tunisair Express | 1. Kabis 2. Tauzar 3. Tunis |